# Алюмель
Алюме́ль — сплав нікелю (Ni) з алюмінієм (Al); манганом (Mn); кремнієм (Si) і кобальтом (Co). Назва сплаву походить від частин (виділено) слів «АЛЮМіній» та «нікЕЛЬ». Альтернативні назви сплаву: Alumel® (зареєстрована торгова марка компанії Concept Alloys, Inc.) та KN. 

## Хімічний склад
Стандартизовано алюмель однієї марки, що позначається НМцАК 2-2-1. Хімічний склад цієї марки такий:
| Сплав               | %Ni       | %Al     | %Mn     | %Si     | %Co     | %Fe | %Mg  | %Cu  | %Pb   |
| ------------------- | --------- | ------- | ------- | ------- | ------- | --- | ---- | ---- | ----- |
| Алюмель НМцАК 2-2-1 | 93,0-96,0 | 1,6-2,4 | 1,8-2,7 | 0,8-1,4 | 0,6-1,2 | 0,3 | 0,05 | 0,25 | 0.002 |

## Властивості

### Фізичні властивості
За ГОСТ 1790-77 визначено такі фізичні властивості сплаву, що поставляється у вигляді дроту:
- питомий електричний опір — 0,33±0,05 Ом·мм²/м;
- лінійний коефіцієнт теплового розширення — 16...18·10−6 °C−1;
- густина — 8670 кг/м³;
- температурний коефіцієнт електричного опору — 13,3·10−4 °C−1[4].

### Механіко-технологічні властивості
Алюмель має наступні маханіко-технологічні властивості:
- границя міцності σв — 440 МПа[3];
- відносне видовження δ — 20...25%[3];
- твердість за Брінеллем, HB — 130 кгс/мм² (у м'якому стані) 250...300 кгс/мм² (у твердому стані);
- температура:
  - плавлення — 1430...1450 °C;
  - гарячої обробки — 1180...1220 °C;
  - відпалу — 900...1000 °C;
  - експлуатації — до 1000 °C.

## Застосування
Алюмель знайшов широке застосування в пірометрії при виготовленні компенсаційних проводів, а також як негативний термоелектрод при виробництві термопар. Алюмель поставляється у вигляді дроту діаметром від 0,2 до 5,0 мм.
Алюмель використовується в термопарах хромель-алюмель як негативний електрод для дистанційного вимірювання температури в межах до 1000 °C.

### Переваги
Завдяки значному змісту нікелю в сплаві переваги алюмелю здебільшого визначаються фізичними властивостями цього металу. Це, в першу чергу, жароміцність і стійкість до корозії, особливо в агресивних середовищах. Підвищення цих якостей досягається додаванням e сплав легуючих елементів. Легування алюмелю дозволяє збільшити показник пластичності при температурах 600...1100 °С, забезпечує тривалу міцність при температурах 700...900 °С, а також дозволяє використовувати алюмель (стабілізуючи при цьому показник термо-ЕРС) при температурах до 1200 °C.

### Недоліки
Алюмель чутливий до руйнівної дії сірки при підвищених температурах, що приводить до корозії та окрихчення сплаву. Цей недолік компенсується збільшенням у сплаві вмісту кремнію та зменшенням вмісту алюмінію. 
Висока вартість сплаву обумовлюється високою вартістю нікелю.